# 河智苑
河智苑（1978年6月28日—），本名田海林，韓國女演員、歌手。河智苑有「變色龍」之稱，不論純情女、拜金女、武打女、妓生、皇后、運動員與醫生等，每種角色都能完美消化，是為數不多在電影與電視劇皆能自在地變換各種形象的獲獎演員；此外，也有電影票房女王和電視收視女王稱號。

## 演藝經歷

### 出道前
河智苑在高中時期被一家經紀公司於相館內看到她的照片後即被相中，但並非就此順遂，曾試鏡一百多次都沒有成功過。而出道前是以本名「田海林」活動，採用「河智苑」為藝名則是因為報答前經紀人，此為他初戀情人的名字。

### 從強勢新星成為變色龍演員
1997年在青少年電視劇《大人們不懂的新時代》首次亮相，但在1999年才透過《學校2》作為演員而聞名。2000年憑藉電影處女作《真實的遊戲》雙向情感的角色刻畫，一舉得到第37屆大鐘賞與第1屆釜山國際電影節的最佳女新人獎；同年，與金荷娜合作的電影《愛的空間》和電視劇《秘密》分別拿下第21屆青龍電影獎最佳女配角以及第37屆百想藝術大賞電視部門女子新人演技賞。2002年主演的驚悚電影《鬼鈴》則橫掃各國票房，包括之前的《凶咒》，河智苑因此被稱為「恐怖女王」。
2003年主演的《-茶母}-》是韓國第一部高清製作的電視劇，不僅掀起古裝武打熱潮，也和另一部宮庭古裝《大長今》激烈角逐MBC演技大賞獎。2004年與趙寅成、蘇志燮連袂主演的《峇里島的日子》，為她拿下第40屆百想藝術大賞電視部門女子最優秀演技賞。2006年在電視劇《黃真伊》成功演繹一代名伎，高收視率不僅讓朝鮮文藝和音樂再度受矚目，也讓河智苑邁向演藝高峰，便是自此開始擁有「變色龍演員」的稱號。

2007年後再度回歸大螢幕，2009年的《海雲臺 (電影)》是韓國首部災難片，上映後成為第五部超過一千萬人次票房的作品，也讓河智苑成為第一位「千萬女演員」。2009年與金明民合作漸凍人題材電影《我的愛在我身邊 (電影)》，不僅雙雙獲得第30屆青龍電影獎最佳男女主角，也拿下了第46屆百想藝術大賞影后寶座。

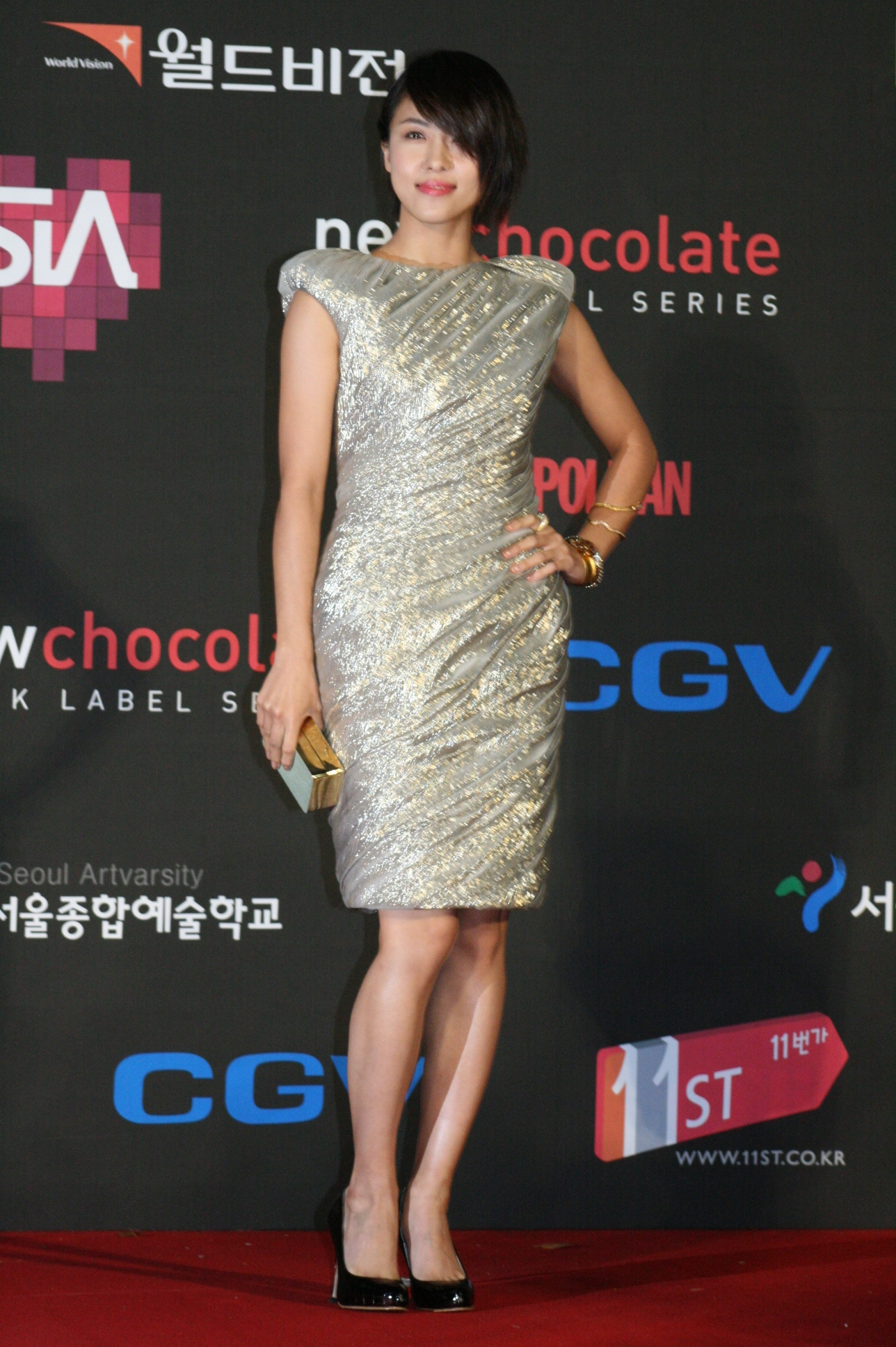
2009《亞洲時尚偶像獎》紅毯

### 韓流代表作之一《秘密花園》
2010年與玄彬合作主演金銀淑編劇的《秘密花園》，此劇以靈魂交換和特技替身演員為題材，從琅琅上口的台詞到仰臥起坐、泡沫之吻等浪漫場面，不僅在韓國有「秘密花園病毒」之稱，更成功席捲亞洲成為韓流代表作品之一。河智苑在劇中以俐落的短髮完成高難度的吊鋼絲與飛車追逐場面，因此贏得「動作女王」之頭銜。
2013年主演的歷史古裝劇《奇皇后》曾赴中國大陸橫店影視城取景，在韓國創下全51集長達六個月穩坐同時段收視冠軍的紀錄；在海外的高人氣則讓河智苑於2014年6月8日因劇訪問臺灣。
累積至此的影視碩果讓河智苑2010年與2012年、2013年連續入圍韓國富比士名人榜當年最具影嚮力人物前40名，可謂演藝事業的巔峰時期。雖已成為深受觀眾喜愛的頂級演員，但河智苑以不失初心、不斷努力而聞名，待人處事謙虛且真誠，不表現出自己為難的一面，總以燦爛的笑容來緩和氣氛，被製作方、導演與眾多演員們公認為最想一起合作的演員之一。

### 邁向國際
2013年，河智苑成立了自己的經紀公司日月娛樂 (Haewadal Entertainment)，同年8月與旗下擁有強尼·戴普、哈里遜·福特的美國好萊塢經紀公司United Talent Agency簽約。2015年6月與陳柏霖相互簽約加入各自所屬「天下無敵國際文化有限公司」與韓國「Wellmade STARM 娱乐」（今Imagine Asia）經紀公司。

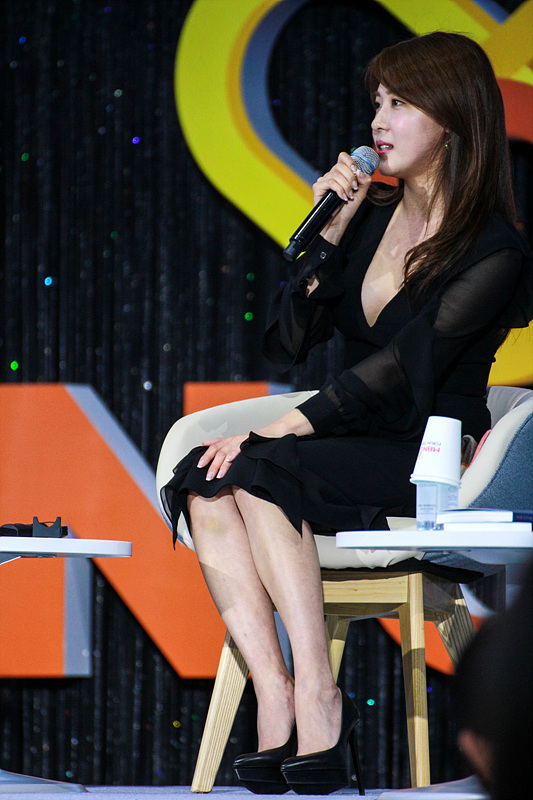
攝於《MBN Y論壇2017》

2017年出演吳宇森導演的動作電影《追捕》，這是部結合了中國大陸、香港、日本、韓國、臺灣參與的跨國合拍作品。河智苑飾演殺手，透過偽裝、潛入、大膽的行動展現各種變身和高難度動作戲，並在第74屆威尼斯影展的非競賽展映單元首映會上以演員的身份踏上紅毯。

### 影視減產，樂於繪畫的斜槓
河智苑大約於2015年開始醉心於繪畫，雖仍有2019年《巧克力》、2021年韓美共同製作的《韓劇世界2》等電視劇作品，後又因COVID-19疫情導致與柳承龍合作的电影《雨光》製作與上映皆延期，讓她更投入於繪畫的創作。2023年4月於首爾舉行名為「INSTANT: The beginning of relationship」的首次個人畫展，更與海外藝術家共同成立藝術品牌「Art Space Polarpo」，透過作品來表達自己眼中的世界並繼續挑戰自己更多的可能。

## 影視作品

### 劇集
| 年份   | 播放平台 | 劇名                     | 角色                   | 備註     |
| 1997年 | KBS      | 《大人們不懂的新時代》   | 海太英                 |          |
| 1997年 | MBC      | 《比愛情還要神聖的愛情》 |                        |          |
| 1997年 | KBS      | 《一隻青鳥》             | 速食店打工妹           |          |
| 1998年 | KBS      | 《龍之淚》               | 昭嬪盧氏               |          |
| 1999年 | KBS      | 《危險的睡眠曲》         | 英恩                   | 獨幕劇   |
| 1999年 | KBS      | 《學校2》                | 張世真                 |          |
| 2000年 | MBC      | 《秘密》                 | 李智恩                 |          |
| 2001年 | KBS      | 《人生多美好》           | 柳喜貞                 | 主演     |
| 2002年 | KBS      | 《狩獵寻求陽光》         | 朴太敬                 | 主演     |
| 2003年 | MBC      | 《》                     | 張彩玉                 | 主演     |
| 2004年 | SBS      | 《峇里島的日子》         | 李水晶                 | 主演     |
| 2005年 | SBS      | 《流行70》               | 朝鲜戰争時期大學生     | 特別演出 |
| 2006年 | KBS      | 《黃真伊》               | 黃真伊                 | 主演     |
| 2010年 | SBS      | 《秘密花園》             | 吉羅琳                 | 主演     |
| 2012年 | MBC      | 《The King 2 Hearts》    | 金兒                   | 主演     |
| 2013年 | MBC      | 《奇皇后》               | 奇承娘                 | 主演     |
| 2015年 | SBS      | 《愛你的時間》           | 吳河娜                 | 主演     |
| 2017年 | MBC      | 《醫療船》               | 宋恩彩                 | 主演     |
| 2019年 | JTBC     | 《巧克力》               | 文車英                 | 主演     |
| 2021年 | Lifetime | 《韓劇世界2》            | 白智苑                 | 網路劇   |
| 2022年 | KBS      | 《謝幕：樹立而死》       | 朴世妍／慈金順（青年） | 主演     |

### 電影

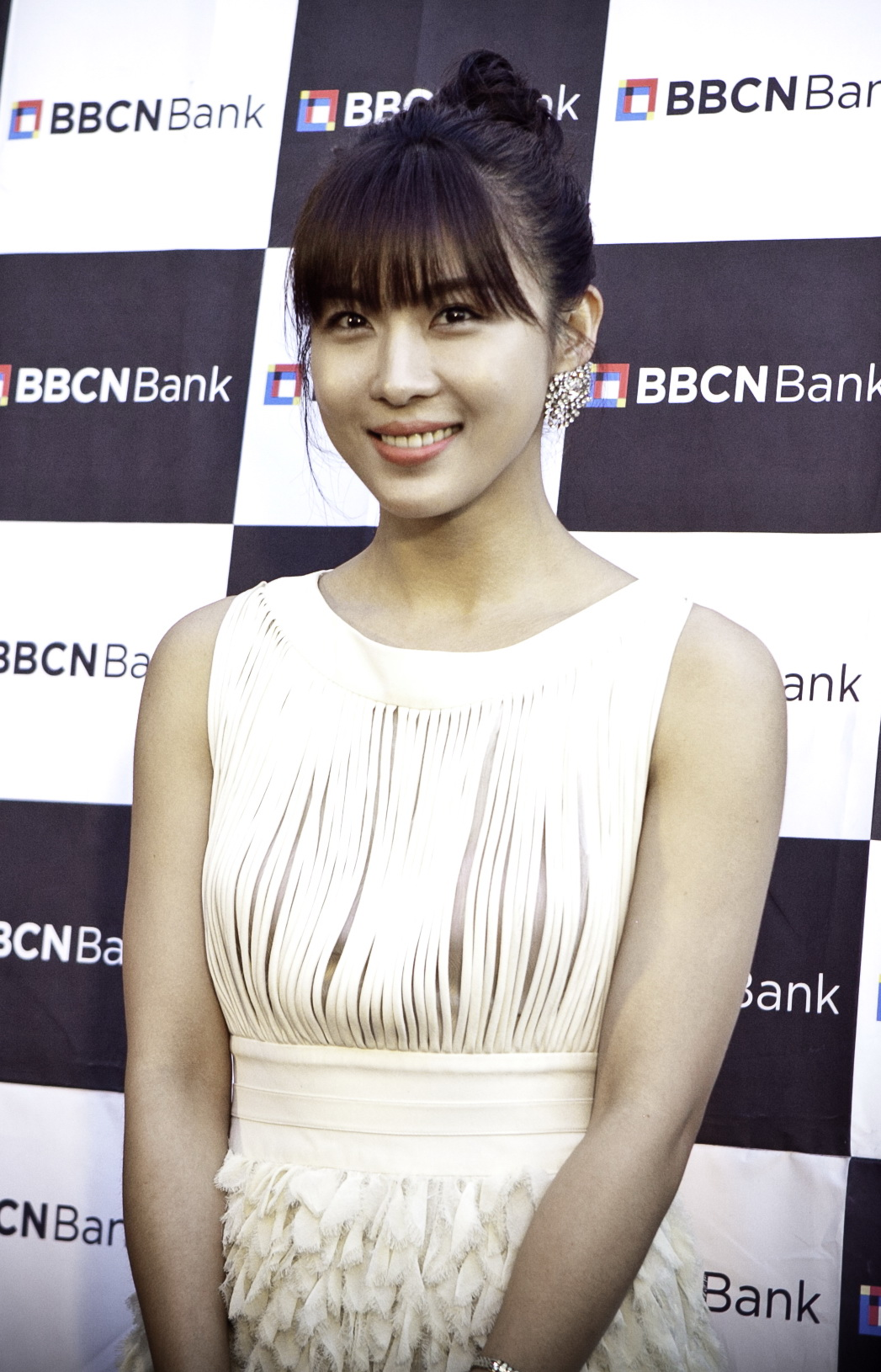
2012年電影《朝韓夢之隊》洛杉磯特別試映會亮相

| 年份   | 片名                      | 角色           |
| 2000年 | 《真實的遊戲》            | 韓妲怡         |
| 2000年 | 《愛的空間》              | 徐賢智         |
| 2000年 | 《凶咒》                  | 景娥／銀珠     |
| 2002年 | 《鬼鈴》                  | 徐智媛         |
| 2002年 | 《色即是空》              | 李銀孝         |
| 2003年 | 《命運的逆轉》            | 韓智英         |
| 2004年 | 《綁架愛情100天》         | 康夏英         |
| 2004年 | 《緣分的天梯》            | 梁鳳熙         |
| 2005年 | 《長腿叔叔》              | 車英美         |
| 2005年 | 《刑事》                  | 南順           |
| 2005年 | 《我人生中最美麗的一周》  | 延珠 （客串）  |
| 2007年 | 《一番街的奇跡》          | 明蘭           |
| 2007年 | 《色即是空2》             | 李銀孝（客串） |
| 2008年 | 《傻瓜》                  | 宋芝浩         |
| 2008年 | 《最後的禮物》            | 惠英（客串）   |
| 2009年 | 《海雲臺 (電影)》         | 姜妍熙         |
| 2009年 | 《我的愛在我身邊 (電影)》 | 李智秀         |
| 2011年 | 《第七礦區》              | 車海筠         |
| 2012年 | 《朝韓夢之隊》            | 玄靜和         |
| 2014年 | 《》                      | 真玉           |
| 2014年 | 《許三觀》                | 許玉蘭         |
| 2016年 | 《致命戀愛》              | 濟仁           |
| 2017年 | 《追捕》                  | 紫雨           |
| 2020年 | 《無價之保》              | 承怡（成人）   |
| 待公布 | 《雨光》                  | 南美           |

### MV
| 年份   | 歌手   | 曲名                     | 備註                     |
| 1999年 | Y2K    | 《悲戀》                 |                          |
| 2000年 |        | 《Fast mover》           |                          |
| 2001年 | Wax    | 《媽媽的日記》、《哥哥》 | [ 58 ]                   |
| 2001年 | Luey   | 《淚》                   |                          |
| 2004年 | KCM    | 《黑白寫真》             |                          |
| 2005年 | 李秀英 | 《花》                   |                          |
| 2008年 | Rain   | 《Love Story》           |                          |
| 2015年 | PSY    | 《DADDY》                |                          |
| 2021年 | 任昌丁 | 《沒有什麼特別的一天》   | 與黃晸珉、景收真、高庚杓 |

## 音樂作品
- 曾翻唱Wax的《媽媽的日记》
- 2003年5月1日為了宣傳電影《命運的逆轉》，推出了至今唯一的一張音樂專輯《Home Run》
  - 專輯名稱：Home Run
  - 發行公司：Yedang
  - 歌曲:
    - ①너無 사랑했다고
    - ②Hot Baby
    - ③높이! 높이!
    - ④떠나라
    - ⑤Home Run（PSY原唱）
    - ⑥이젠 잊을게
    - ⑦몽정
    - ⑧양다리
- 2004年
  - 演唱了電影《綁架愛情100天》的插曲《紫色香氣》
  - 與權相佑合唱電影《緣分的天梯》的主題曲《請給我女人》
- 2005年
  - 與姜東元合唱電影《刑事》的主題曲《Love Song》
- 2008年
  - 與權相佑合唱棒棒糖代言曲《砰，砰，砰》
- 2010年
  - 與金明民合唱電影《我的愛在我身邊 (電影)》的主題曲《即使重生》，以及片尾曲《我的愛在我身邊》。
- 2014年6月13日
  - 為紀念《奇皇后》的落幕和感謝廣大粉絲們的支持，發佈了單曲《我現在就在這》（又譯《此時此地》）。歌曲由團體 Solid 成員鄭在允（정재윤）所譜，歌詞則由《奇皇后》編劇鄭景順（정경순） 作家所寫。
- 2015年6月17日
  - 為真人綜藝節目《和姐姐GoGo》親自填詞演唱《你是Zoe》（넌 조이）（Feat.ZE:A鄭熹哲）。
- 2020年1月19日
  - 與尹啟相合唱電視劇《巧克力》OST《You & I》（Special Track）。

## 寫作作品
2012年11月發行自傳《此時此刻》（又名《現在這一瞬間》），內容以散文的方式講述各種關於河智苑的故事，第一次公開作為演員的悲喜內心世界，以及對工作的目標、夢想與決心，並收錄了平日裡自已、家人與朋友的生活快照。此書於2015年11月在臺灣出版繁體中文版《此時此刻：河智苑的時光之書》。
|          | 我希望每一天都活得精采，不要留戀於過往，也不期盼不會到來的時刻。 我相信現在這瞬間就是我人生最棒的時候。 |
| ——河智苑 | |

## 綜藝節目
| 年份   | 播放 日期 | 播放 日期 | 電視台 | 節目名稱               | 合作藝人                  | 集數 | 備註   |
| 年份   | 首播      | 終映      | 電視台 | 節目名稱               | 合作藝人                  | 集數 | 備註   |
| 2015年 | 4月28日   | 6月16日   | YTN    | 《和姐姐一起gogo》     | 親姐姐                    | 8集  | [ 61 ] |
| 2018年 | 7月15日   | 9月9日    | tvN    | 《伽利略：蘇醒的宇宙》 | 金炳萬 、Nichkhun、金世正 | 9集  | [ 62 ] |

## 獲獎及提名列表

### 大鐘賞
| 年份   | 屆數   | 獎項         | 作品           | 結果 | 備註   |
| 2000年 | 第37屆 | 新人女演員獎 | 《真實的遊戲》 | 獲獎 | [ 63 ] |
| 2000年 | 第37屆 | 女主角獎     | 《真實的遊戲》 | 提名 | [ 64 ] |

### 青龍電影獎
| 年份   | 屆數   | 獎項       | 作品                 | 結果 | 備註   |
| 2000年 | 第21屆 | 最佳女配角 | 《愛的空間》         | 獲獎 | [ 65 ] |
| 2002年 | 第23屆 | 最佳女主角 | 《鬼鈴》             | 提名 | [ 66 ] |
| 2005年 | 第26屆 | 人氣明星獎 | 《刑事》             | 獲獎 | [ 1 ]  |
| 2009年 | 第30屆 | 最佳女主角 | 《比天堂更近的美麗》 | 獲獎 | [ 67 ] |
| 2009年 | 第30屆 | 人氣明星獎 | 《比天堂更近的美麗》 | 獲獎 | [ 67 ] |

### 百想藝術大賞
| 年份   | 屆數   | 獎項                      | 作品                 | 結果 | 備註   |
| 2001年 | 第37屆 | 電視部門女子新人演技賞    | 《秘密》             | 獲獎 | [ 68 ] |
| 2003年 | 第39屆 | 電影部門 女子人氣賞       | 《色即是空》         | 獲獎 | [ 69 ] |
| 2004年 | 第40屆 | 電視部門 女子最優秀演技賞 | 《峇里島的日子》     | 獲獎 | [ 70 ] |
| 2007年 | 第43屆 | 電視部門 女子最優秀演技賞 | 《黃真伊》           | 提名 | [ 71 ] |
| 2010年 | 第46屆 | 電影部門 女子最優秀演技賞 | 《比天堂更近的美麗》 | 獲獎 | [ 72 ] |
| 2010年 | 第46屆 | 電影部門 女子人氣賞       | 《比天堂更近的美麗》 | 提名 |        |
| 2011年 | 第47屆 | 電視部門 女子最優秀演技賞 | 《秘密花園》         | 提名 | [ 73 ] |
| 2011年 | 第47屆 | 電視部門 女子人氣賞       | 《秘密花園》         | 提名 |        |
| 2013年 | 第49屆 | 電視部門 女子人氣獎       | 《愛上王世子》       | 提名 |        |
| 2013年 | 第49屆 | 電影部門 女子人氣獎       | 《朝韓夢之隊》       | 提名 |        |
| 2014年 | 第50屆 | 電視部門 女子人氣獎       | 《奇皇后》           | 提名 | [ 74 ] |

### KBS演技大賞
| 年份   | 屆數   | 獎項                   | 作品               | 結果 | 備註   |
| 2006年 | 第20屆 | 大賞                   | 《黃真伊》         | 獲獎 | [ 75 ] |
| 2006年 | 第20屆 | 女子人氣賞             | 《黃真伊》         | 獲獎 | [ 76 ] |
| 2006年 | 第20屆 | 最佳CP獎（與張根碩）   | 《黃真伊》         | 獲獎 | [ 76 ] |
| 2022年 | 第36屆 | 女子最優秀演技獎       | 《謝幕：樹立而死》 | 獲獎 | [ 77 ] |
| 2022年 | 第36屆 | 最佳情侶獎（與姜河那） | 《謝幕：樹立而死》 | 獲獎 | [ 78 ] |

### MBC演技大賞
| 年份   | 屆數   | 獎項                          | 作品           | 結果  | 備註   |
| 2000年 | 第27屆 | 新人賞                        | 《秘密》       | 獲獎  | [ 1 ]  |
| 2003年 | 第30屆 | 女子最優秀演技獎              |                | 獲獎  | [ 79 ] |
| 2003年 | 第30屆 | 女子人氣獎                    | 獲獎           | [ 1 ] |        |
| 2003年 | 第30屆 | 最佳CP獎（與李瑞鎮）          | 獲獎           | [ 1 ] |        |
| 2012年 | 第39屆 | 迷你連續劇女子優秀獎          | 《愛上王世子》 | 提名  | [ 80 ] |
| 2012年 | 第39屆 | 女子人氣獎                    | 《愛上王世子》 | 提名  | [ 81 ] |
| 2012年 | 第39屆 | 最佳CP獎（與李昇基）          | 《愛上王世子》 | 提名  | [ 80 ] |
| 2013年 | 第40屆 | 最高演技大賞                  | 《奇皇后》     | 獲獎  | [ 82 ] |
| 2013年 | 第40屆 | 特別企劃部門 女子最優秀演技賞 | 《奇皇后》     | 提名  | [ 83 ] |
| 2013年 | 第40屆 | 最佳CP獎（與池昌旭）          | 《奇皇后》     | 提名  | [ 84 ] |
| 2013年 | 第40屆 | 最佳CP獎（與朱鎮模）          | 《奇皇后》     | 提名  | [ 84 ] |
| 2013年 | 第40屆 | 女子人氣賞                    | 《奇皇后》     | 獲獎  | [ 82 ] |
| 2013年 | 第40屆 | 放送三社電視劇PD賞            | 《奇皇后》     | 獲獎  | [ 82 ] |
| 2017年 | 第44屆 | 大賞                          | 《醫療船》     | 提名  | [ 85 ] |
| 2017年 | 第44屆 | 迷你劇部門 女子最優秀演技獎   | 《醫療船》     | 獲獎  | [ 86 ] |
| 2017年 | 第44屆 | 女子人氣獎                    | 《醫療船》     | 提名  | [ 87 ] |

### SBS演技大賞
| 年份   | 屆數   | 獎項                        | 作品             | 結果 | 備註   |
| 2004年 | 第30屆 | 女子最優秀演技賞            | 《峇里島的日子》 | 獲獎 | [ 88 ] |
| 2004年 | 第30屆 | 十大明星賞                  | 《峇里島的日子》 | 獲獎 | [ 88 ] |
| 2010年 | 第17屆 | 特別企劃劇最優秀女子演技賞  | 《秘密花園》     | 獲獎 | [ 89 ] |
| 2010年 | 第17屆 | 最佳人氣賞                  | 《秘密花園》     | 獲獎 | [ 89 ] |
| 2010年 | 第17屆 | 最佳CP賞（與玄彬）          | 《秘密花園》     | 獲獎 | [ 89 ] |
| 2010年 | 第17屆 | 十大明星賞                  | 《秘密花園》     | 獲獎 | [ 89 ] |
| 2015年 | 第22屆 | 迷你電視劇 女子最優秀演技獎 | 《愛你的時間》   | 提名 | [ 90 ] |
| 2015年 | 第22屆 | 最佳CP獎（與李陣郁）        | 《愛你的時間》   | 提名 | [ 91 ] |

### 其他獎項
| 年份   | 頒獎典禮                     | 獎項                        | 作品                                    | 結果 | 備註    |
| 2000年 | 第1屆釜山國際電影節          | 評論協會新人賞              | 《真實的遊戲》                          | 獲獎 | [ 92 ]  |
| 2001年 | 第24屆黃金攝影獎             | 最佳人氣賞                  | 《真實的遊戲》                          | 獲獎 | [ 93 ]  |
| 2002年 | 第3屆大韓民國電影大賞        | 電影部門 最上鏡演員         | 《色即是空》                            | 獲獎 | [ 94 ]  |
| 2007年 | 第32屆保加利亞金櫃電視節     | 最佳女演員                  | 《黃真伊》                              | 獲獎 | [ 94 ]  |
| 2007年 | 第34屆韓國放送大賞           | 演員賞                      | 《黃真伊》                              | 獲獎 | [ 95 ]  |
| 2008年 | 亞洲模特兒大獎               | 人氣明星獎                  | 不適用                                  | 獲獎 | [ 96 ]  |
| 2009年 | 第2屆亞洲時尚偶像獎          | 演員賞                      | 《海雲臺 (電影)》                       | 獲獎 | [ 97 ]  |
| 2009年 | 第2屆亞洲時尚偶像獎          | 分享美麗賞                  | 《海雲臺 (電影)》                       | 獲獎 | [ 97 ]  |
| 2009年 | 第3屆Mnet 20's Choice Awards | 電影女明星獎                | 《海雲臺 (電影)》                       | 獲獎 | [ 98 ]  |
| 2009年 | 第9屆大韓民國青少年電影節    | 電影部門最受歡迎女演員      | 《海雲臺 (電影)》                       | 獲獎 | [ 99 ]  |
| 2009年 | 第5屆韓國大學電影節          | 最佳女演員                  | 《海雲臺 (電影)》、《比天堂更近的美麗》 | 獲獎 | [ 100 ] |
| 2011年 | 第24屆畫梅獎                 | 最佳女演員                  | 《秘密花園》                            | 獲獎 | [ 101 ] |
| 2011年 | 韓國電視劇節                 | 女子最優秀演技賞            | 《秘密花園》                            | 提名 | [ 102 ] |
| 2012年 | 第16屆富川國際奇幻電影節     | Producer Choice年度演員獎   | 《朝韓夢之隊》                          | 獲獎 | [ 103 ] |
| 2012年 | 第12屆大韓民國青少年電影節   | 最受歡迎女演員              | 《朝韓夢之隊》                          | 獲獎 | [ 104 ] |
| 2012年 | 第6屆Mnet 20's Choice Awards | 電視劇女明星獎              | 《愛上王世子》                          | 提名 | [ 105 ] |
| 2012年 | 第7屆首爾國際電視節          | 韓流最佳女演員              | 《愛上王世子》                          | 提名 |         |
| 2012年 | 第7屆首爾國際電視節          | 最佳女演員                  | 《愛上王世子》                          | 提名 | [ 106 ] |
| 2014年 | 第9屆首爾國際電視節          | 韓流電視劇最佳女演員獎      | 《奇皇后》                              | 提名 |         |
| 2014年 | 第9屆首爾國際電視節          | 最佳女演員                  | 《奇皇后》                              | 提名 | [ 107 ] |
| 2014年 | 第7屆韓國電視劇節            | 演技大賞                    | 《奇皇后》                              | 提名 | [ 108 ] |
| 2014年 | 第3屆APAN Star Awards        | 長篇電視劇 女子最優秀演技賞 | 《奇皇后》                              | 提名 | [ 109 ] |
| 2016年 | 第8屆亞洲時尚偶像獎          | 10大時尚指標賞              | 不適用                                  | 獲獎 | [ 110 ] |

## 慈善與公益活動
- 2005年便決定身後將捐贈自己的眼角膜並簽署器官捐贈同意書。河智苑分享道：「在2004年5月拍攝時我的左眼角膜受到損傷而有失明危機，此時收到在大邱一個監獄的囚犯表示想要捐贈角膜給我的來信，讓我相當的感動，我也希望能夠成為視障人士的力量。而且在一年裡的被移植者，有一半以上都是從國外引進的角膜，這個事實讓我非常衝擊與難過。」[111][112]
- 因積極幫助殘疾與貧困家庭，並與首爾江南區的家庭福利中心啟動名為「再次微笑基金會」的捐贈計畫，於2008年榮獲了家庭月「國務總理表彰」獎。[113][114]
- 2012年將所著自傳《此時此刻》的版稅全數捐給崔京周基金會和世福蘭斯醫院，分別用於設立「Hartist」（Ha+藝術家）獎學金以及資助兒童的治療。[115][116]
- 2014年4月16日韓國發生世越號沉沒事故，河智苑透過全羅南道社福單位捐贈一億韓元，用於救助工作以及等待救援的失蹤者家庭。[117][118]
- 2014年開始擔任國際NGO微笑行動公關大使，是繼成龍後第二位亞洲代言人也是首位亞洲女性，並親赴越南探訪進行面部手術的兒童，為他們打氣。[119]

## 外部連結
- 河智苑的Instagram帳戶
- 河智苑的Facebook專頁
- 河智苑在NAVER上的资料
- 河智苑在Daum上的资料